# Anchamps
Anchamps es una comuna francesa situada en el departamento de Ardenas, en la región de Gran Este.

## Demografía
| 174 | 182 | 177 | 199 | 204 | 192 | 210 |
| Para los censos de 1962 a 1999 la población legal corresponde a la población sin duplicidades (Fuente: INSEE [Consultar]) |     |     |     |     |     |     |